# ناميلوماب
ناميلوماب هو جسم مضاد وحيد النسيلة محفز للمناعة.